# Bundesstraße 311
Pour les articles homonymes, voir Route 311.
La Bundesstraße 311 est une Bundesstraße du Land de Bade-Wurtemberg.

## Histoire
À partir de 1760, l'itinéraire entre Ulm, Villingen et Strasbourg est régulièrement parcouru par une diligence. Peu de temps après, les routes de campagne du sud-ouest de l'Allemagne sont transformées en chaussées. La route entre Meßkirch et Mengen par le marais de Gögging est construite entre 1765 et 1767. La route entre Ulm et Riedlingen devient une chaussée en 1770 à l'occasion du voyage nuptial de Marie-Antoinette. La route de Geisingen à Tuttlingen est étendue à une route goudronnée vers 1773. Le Menninger Heimatbuch rapporte l'augmentation du trafic entre 1856 et 1874 de 22 à 40 animaux de trait par jour. En 2007, dans la même section près de Göggingen, on dénombre environ 11 000 véhicules quotidiennement.
Le répertoire des routes rurales de Bade du 1er juillet 1901 divise la Bundesstraße 311 actuelle en trois sections différentes :
- La badische Staatsstraße Nr. 58 entre Geisingen et Tuttlingen.
- La badische Staatsstraße Nr. 62 entre Ulm et Schaffhausen passe par Meßkirch par l'actuelle Bundesstraße 313 vers Stockach puis par l'actuelle Bundesstraße 34 vers Schaffhausen.
- La badische Staatsstraße Nr. 99 entre Meßkirch et Tuttlingen s'arrête à la frontière du Bade-Wurtemberg.

Le tracé de la Bundesstraße 311 actuelle traversait plusieurs fois la frontière du Bade-Wurtemberg et avait donc des numéros différents avant l'introduction du réseau Reichsstraße en 1934.
| Land         | Staatsstraße | Longueur (en km) | Trajet                                                   |
| ------------ | ------------ | ---------------- | -------------------------------------------------------- |
| Wurtemberg   | Nr. 47       | 45,0             | Ulm–Riedlingen                                           |
| Wurtemberg   | Nr. 76       | 19,4             | Riedlingen–Landesgrenze(–Meßkirch)                       |
| Hohenzollern |              | ?                | (Ulm –)Landesgrenze–Krauchenwies–Landesgrenze(–Meßkirch) |
| Bade         | Nr. 62       | ?                | (Ulm –)Landesgrenze–Meßkirch(–Stockach)                  |
| Bade         | Nr. 99       | 12,6             | Meßkirch–Landesgrenze(–Tuttlingen)                       |
| Wurtemberg   | Nr. 80       | 10,4             | (Meßkirch–)Landesgrenze–Tuttlingen                       |
| Wurtemberg   | Nr. 81       | 1,7              | Tuttlingen–Möhringen                                     |
| Bade         | Nr. 58       | 15,9             | Möhringen–Geisingen                                      |

La Reichsstraße 311 est introduite vers 1937 et combine les sections susmentionnées de l'itinéraire en une seule route nationale continue.
Dans les années 1970, une autoroute de Fribourg à Ulm était prévue le long des B 311 et B 31 (A 86). Le tronçon entre AS Geisingen (A 81) et Hüfingen est remplacé par le B 31 en 1975. Cependant, le projet échoue dans la Forêt-Noire entre Fribourg et Donaueschingen en raison de la résistance populaire. Cela suspend également les plans entre Donaueschingen et Ulm. Dès 1934, une "route de type autoroutier" d'Ulm à Fribourg est incluse dans la planification à moyen terme.
Aujourd'hui, la route est l'une des liaisons est-ouest les plus importantes du Bade-Wurtemberg et est donc fortement utilisée, en particulier par les camions qui se trouvent sur la route entre la grande région de Munich et la France. Récemment, certaines sections (en particulier les sections en montée) furent améliorées à trois voies afin de créer des opportunités de dépassement sûres.
Après l'ouverture du tunnel de la Kreuzstrasse à Tuttlingen le 17 février 2011 et l'inauguration du contournement de Neuhausen ob Eck, les B 14 et B 311 quittent ensemble la ville de Tuttlingen en direction du lac de Constance. Dans la région d'Emmingen-Liptingen, la B 311 bifurque, contourne maintenant Neuhausen ob Eck et rencontre l'itinéraire d'origine avant Worndorf.

## Tourisme
Entre Ulm et Meßkirch, la Route baroque de Haute-Souabe longe la B 311.

## Source
- (de) Cet article est partiellement ou en totalité issu de l’article de Wikipédia en allemand intitulé « Bundesstraße 311 » (voir la liste des auteurs).

1. ↑  (de) « Die Bundes- und Reichsstraßen in Deutschland - Nr. 166 bis 327 » [archive du 18 février 2009], sur home.arcor.de (consulté le 16 juillet 2025)